# Sagridola armiventris
Sagridola armiventris är en skalbaggsart som beskrevs av Leon Fairmaire 1903. Sagridola armiventris ingår i släktet Sagridola och familjen långhorningar.
Artens utbredningsområde är Madagaskar. Inga underarter finns listade i Catalogue of Life.